# St. Petrus (Scheckenhofen)

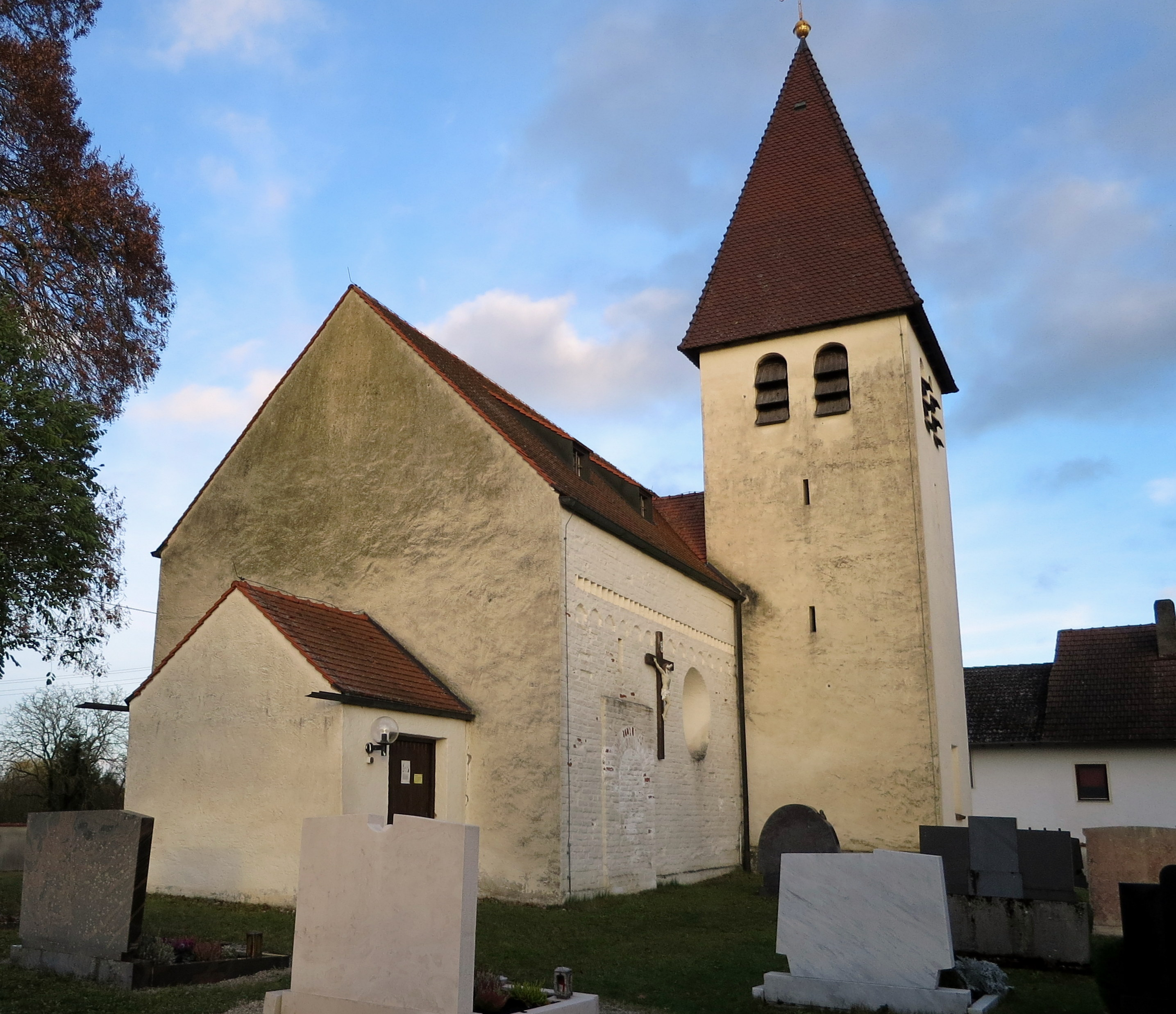
Kirche St. Petrus in Scheckenhofen

Die Kirche St. Petrus Scheckenhofen ist eine Filiale der Pfarrei Mauern im Landkreis Freising in Oberbayern.

## Lage
Die Kirche steht im Ortsteil Scheckenhofen der Gemeinde Mauern im oberbayerischen Landkreis Freising.

## Geschichte
Der Name Scheckenhofens ist vermutlich auf einen Priester namens Skaccho zurückzuführen, der 784 als Zeuge in einer Freisinger Urkunde genannt wird. Die Kirche selbst wurde im Jahr 930 zum ersten Mal erwähnt. Damals hatte Bischof Wolfram von Freising die Kirche und den halben Zehent von einem Gottschalk eingetauscht.

## Baubeschreibung
Der romanische Saalbau hat einen gotischen polygonal schließendem Chor aus dem 15. Jahrhundert. Die Kirche besitzt angefügte eine Sakristei und einen Chorflankenturm. Ein barocker Ausbau erfolgte 1708. Zur Ausstattung gehören ein Hochaltar aus der Zeit um 1650 und Kirchenbänke mit Stuhlwangen aus der Zeit um 1740. Die Kirche ist ein geschütztes Baudenkmal mit der Aktennummer D-1-78-142-12 des BLfD.